# Caryophyllia quangdongensis
Espèce
Statut CITES
Caryophyllia quangdongensis est une espèce de coraux de la famille des Caryophylliidae.